# Batalla de Monterrey (Nuevo León)

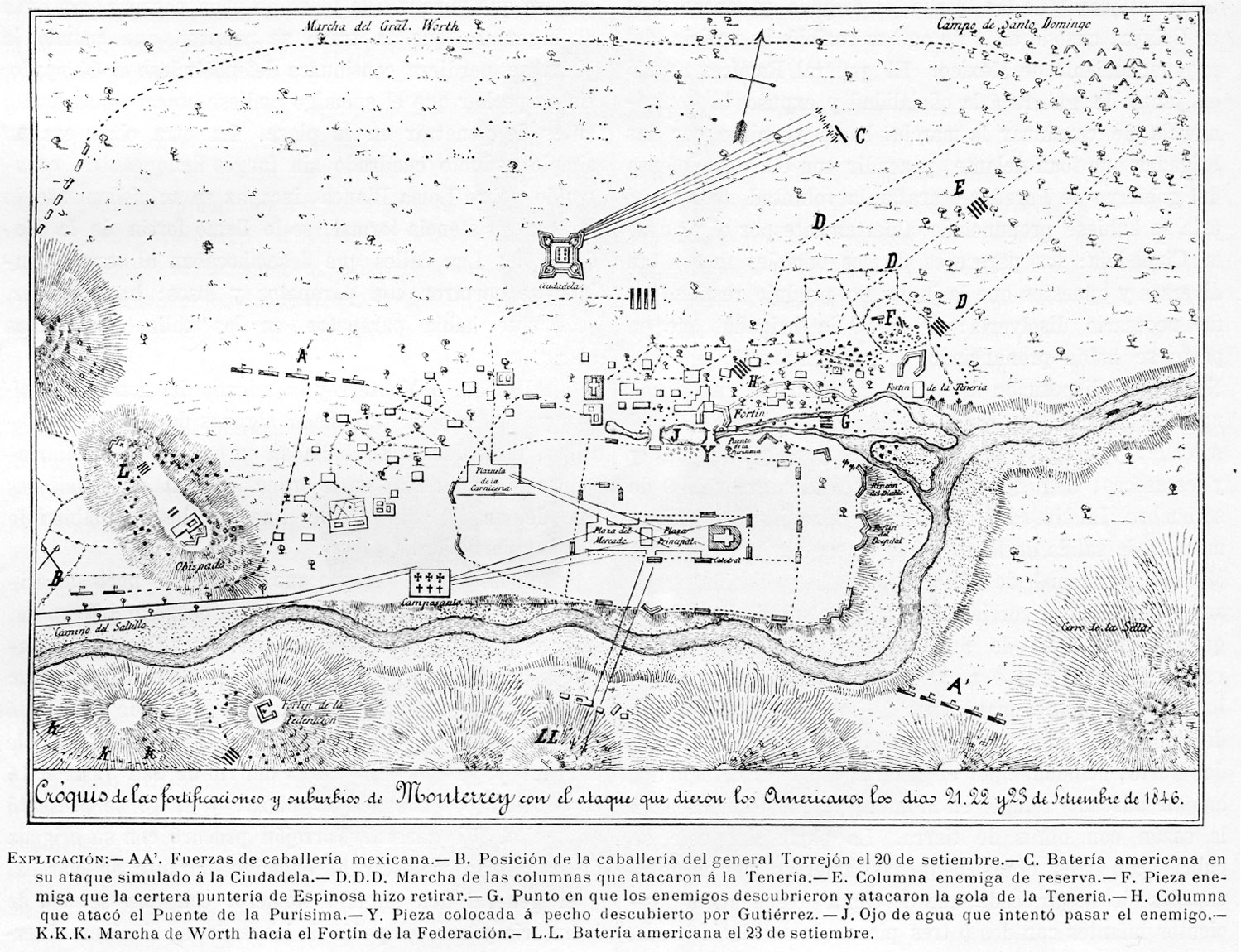
Croquis de las fortificaciones y suburvios de Monterrey con el ataque que dieron los estadounidenses los días 21, 22 y 23 de septiembre de 1846 (croquis del)

La batalla de Monterrey fue una batalla  de la guerra entre México y Estados Unidos que se libró durante el mes de septiembre de 1846 en la ciudad de Monterrey, Nuevo León. Sus habitantes mostraron temple y valor durante los combates registrados.
La plaza fue dirigida por el General Pedro Ampudia desde diversos cuarteles: el Fortín de la Ciudadela, Fortín de la Tenería, Fortín de la Federación, Rincón del Diablo, Fortín Puente de la Purísima y Cerro del Obispado. El llamado a la defensa de la plaza se hizo el 21 de junio de 1846 ante el inminente ataque a la ciudad.
En esta batalla se contó con la participación del Coronel José López Uraga y del Batallón de San Patricio. El primer combate de los San Patricios como unidad mexicana se dio en esta batalla (21 de septiembre de 1846) con una batería de artillería al mando de John Riley, anteriormente teniente del Ejército de Estados Unidos e inmigrante irlandés. Sirvieron con distinción y está acreditado que rechazaron con éxito dos diferentes asaltos al corazón de la ciudad.
Ocupada Laredo el 10 de septiembre de 1846, el 19 los estadounidenses llegaron a las inmediaciones de la ciudad, por lo que empezaron a investigar las principales defensas de la ciudad, dividiendo dos frentes principales comandados por el General William J. Worth y el otro por el General Zachary Taylor, el primero con intenciones de tomar el Cerro del Obispado y el segundo para atacar los diversos fortines de la ciudad.

## Batalla
Las tropas de Taylor acamparon en el nogalar de Santo Domingo, tomando el 20 de septiembre la villa de Guadalupe, mientras que Worth y los voluntarios texanos del capitán John Coffee Hays avanzaron hacia el Obispado por San Jerónimo para atacar a la caballería de Torrejón al mando del coronel Juan Nepomuceno Nájera, Jefe de lanceros de Jalisco, con miras a bloquear el camino a Saltillo. Era ésta la única vía por la que Monterrey podría recibir auxilio del interior en su convergencia con el camino del Topo.
Cuenta la historia que, detenida la caballería mexicana ante la compacta y sólida infantería estadounidense y muerto el coronel Nájera, "El Teniente Coronel Mariano Moret, que pudo llegar al frente de 50 lanceros de Guanajuato hasta la terrible línea de hierro y fuego de los estadounidenses, hace atroz carnicería entre la infantería invasora, lanza en ristre, hasta quedar aislado en la refriega, muertos sus bravos soldados y él solo, herido, llega intrépido hasta los mismos cañones enemigos donde, rota su lanza, tira de la espada y acuchilla, heroico y sublime, a los artilleros estadounidenses, desconcertados en aquel punto por tan valiente carga. Después vuelve bridas y regresa a galope, cubierto de sudor, polvo y sangre, yendo a reunirse con el resto de la caballería que no pudo cargar... ¡Había recibido en su cuerpo, caballo y montura quince balas!..."

## Desarrollo
Una vez enfrentadas las dos fuerzas, ante el acoso de los estadounidenses, las fuerzas mexicanas se retiraron al Cerro del Obispado, donde los cañones comenzaron a disparar a las fuerzas de Worth, que se vio atacado por dos frentes, al unirse a la batalla el Fortín de la Federación, pero la falta de una ofensiva tenaz impidió definir una situación favorable para los mexicanos.
Sin mayor dilación, Taylor ordenó que su 1.ª División partiera de inmediato y se desplegara en la llanura frente a la ciudad en espera de nuevas instrucciones. La orden fue obedecida con prontitud y la columna abandonó su campamento en El Nogalar. Originalmente al mando del general David E. Twiggs, la 1.ª División estaba compuesta por los regimientos 1.º y 3.º de Infantería y el Batallón de Baltimore-Washington. La otra unidad que conformaba la División, el 4.º Regimiento de Infantería, se encontraba separada de la fuerza, asignada a proteger el mortero en la hondonada. Sin embargo, aquella mañana el general Twiggs no pudo acompañar a sus tropas ni salir del campamento, debido a una dosis excesiva de purgante que había tomado la noche anterior, en la creencia de que los intestinos vacíos eran menos vulnerables a la infección en el caso de una herida de bala en el abdomen. En su lugar, el teniente coronel John Garland, jefe del 4.º de Infantería, comandaba la División. A medida que la columna se iba acercando a la planicie, el estruendo de los cañones comenzó a escucharse con mayor intensidad. En la hondonada el mortero y una batería de cañones ligeros, que también ya había sido instalada ahí, se encontraban en un duelo cerrado de artillería con la Ciudadela.
El teniente coronel Garland colocó sus hombres en una posición segura, junto a unos maizales a bastante distancia a la izquierda de la hondonada, y aguardó por sus órdenes. Un soldado escribió: “Era entendido que el general Taylor no mediaba entonces por un serio asalto, sino que deseaba hacer una fuerte diversión sobre el centro y la izquierda de la ciudad, a favor del distante Worth”. No muy lejos de ahí, en un punto más avanzado, el Mayor Joseph Mansfield, jefe de ingenieros del ejército estadounidense, realizaba sus observaciones sobre la ciudad. De 43 años y graduado como segundo en su clase de la Academia de Militar de West Point en 1822, Mansfield vislumbraba sobre su izquierda un importante fuerte con troneras o aberturas para varios cañones, que dominaba el extremo oriental de Monterrey, y que era conocido por los mexicanos como el fortín de Las Tenerías. Repentinamente un mensajero a caballo llegó hasta él. Era una orden del general Taylor para que realizara un “reconocimiento cercano” a las baterías del enemigo, y si acaso él veía la posibilidad de capturar alguno de los reductos, sería apoyado por la Brigada de Garland.
Mientras tanto, Taylor se encontraba ya sobre el campo con la otra parte de su fuerza, la División de Voluntarios del General William O. Butler, la cual fue colocada justo detrás de la hondonada. Más que el comandante general de un ejército sobre el campo de batalla, Taylor parecía esa mañana un campesino, ya que no vestía de uniforme y portaba un enorme sombrero de paja. Cabalgando en su caballo “Old Withney” y acompañado por los miembros de su plana mayor, se dirigió hacia el teniente coronel John Garland para darle instrucciones. Rápido y en forma verbal, según algunos testigos, el general ordenó que protegiera el reconocimiento que estaban haciendo los ingenieros, y si era practicable atacar algunas de las baterías que estaban sobre la izquierda.
La orden era confusa y el objetivo bastante incierto, sobre todo porque no indicaba cuáles eran las intenciones de Taylor. Si aquello era solo una finta o un ataque en forma sobre la ciudad. Garland, de 54 años y quien no tenía el privilegio de llevar un anillo de graduado de West Point, debió haber sentido una gran peso sobre sus hombros, ya que literalmente le dejaban a él y a un oficial de ingenieros la responsabilidad de la batalla. Momentos después uno de los ingenieros topográficos, el teniente Pope, se presentó solicitando una compañía para escoltar los reconocimientos. Con la protección de menos de 40 hombres, el mayor Mansfield comenzó a acercarse a la ciudad. Dos veces se detuvo para observar con su telescopio. A pesar de los árboles y cercas que ocultaban parcialmente el panorama, el reducto a su izquierda en el extremo oriental de la ciudad era bastante visible. Concibiendo la idea de tratar de alcanzar a los suburbios más hacia la derecha, y atacar por la retaguardia el fuerte, el jefe de ingenieros continuó su avance. “Para mi sorpresa, se nos permitió acercarnos a una calle y entrar completamente a los suburbios sin que nos dispararan” –narró en una carta Mansfield-. “Viendo la factibilidad de cubrirnos en las casas hechas de piedra y de llegar al reducto por la retaguardia, mandé decir al Coronel Garland ‘Adelante’”. Extendidos en una larga línea de ataque, la Brigada de Garland se puso en movimiento. El 3.º Regimiento, compuesto por 240 hombres, se colocó a la derecha; el 1.º de Infantería al centro con 162 soldados; y el Batallón de Baltimore-Washington a la izquierda, con 239 bayonetas. En total 641 estadounidenses desplegados en línea hombro con hombro avanzaron sobre la planicie. Pero casi de inmediato se vieron envueltos en un fuego cruzado que les hacían desde la Ciudadela y La Tenería. “El primer tiro golpeó inmediatamente en frente de nuestra línea y rebotó pasando sobre nuestras cabezas”, escribió un oficial. Las bajas comenzaron a aparecer. Una bala de cañón, disparada desde la Ciudadela, arrancó el pie de un joven teniente del 1.º de Infantería, y a su paso mató al soldado de al lado. “Hasta el más tonto soldado de la brigada sintió que habíamos dado un falso y fatal paso”, afirmó otro oficial. Las bajas aumentaron a medida que la artillería mexicana corregía su puntería. El Coronel Garland ordenó acelerar el paso, para tratar de cruzar el campo abierto y llegar a los suburbios en busca de refugio. Pero sin imaginarlo, la situación se pondría aún peor.
“Esto solo nos llevó a colocarnos dentro del alcance de los mosquetes y pronto nos encontramos en calles estrechas, en donde recibimos el más destructivo fuego de todas direcciones”- relató Garland. Desde los tejados, desde las ventanas, desde aspilleras abiertas en los muros de las casas o barricadas que atravesaban las calles, los disparos de rifles y mosquetes de los defensores mexicanos se concentraron sobre los invasores.
El mayor Philp Barbour cayó atravesado por una bala de escopeta en el pecho, y el capitán Williams, de los ingenieros topográficos, con una herida fatal en la cabeza. El coronel Watson, comandante del Batallón de Baltimore-Washington, fue alcanzado mortalmente en el cuello por un francotirador, e incluso el mayor Mansfield resultó herido en una pierna. Una batería de artillería ligera logró cruzar la planicie y llegar a galope hasta las angostas calles, pero como el mismo Garland escribió: “Después de varios disparos, viendo que poco daño estaban causando sobre las barricadas, ordené al capitán que retirara su batería a un lugar más seguro”. Sin mapas y extraviados en un laberinto de calles, los regimientos se separaron y el ataque perdió cohesión. “La naturaleza del terreno era tal, que el orden se rompió”, declararía después el coronel Henry Wilson del 1.º de Infantería. Lejos de llegar a la retaguardia de La Tenería, los invasores se toparon con una serie de fortines y reductos, de cuya existencia no tenían la más mínima idea. El conflicto se generalizó por todas las calles, con regimientos y compañías luchando cada una por su cuenta. En el Fortín del Rincón del Diablo, el capitán Joaquín de Arenal mantuvo un constante fuego de artillería con las piezas del teniente José Terroboa y el subteniente Andrés de León. En el Puente de la Purísima, el general Mejía dirigió las defensas, teniendo entre sus correos a un joven de 20 años de las milicias de Nuevo León: el alférez Mariano Escobedo. A mitad de los tiroteos, el ciudadano Macedonio Covarrubias se presentó en el Puente de la Purísima fusil en mano, dispuesto a ayudar. “Lleno de entusiasmo —escribió Mejía en su reporte— corrió el mismo peligro que los soldados, prestando buenos servicios con su carabina”. 

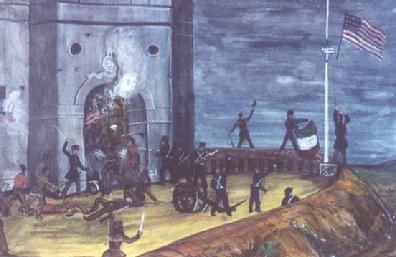
La guarnición del Obispado de 300 hombres bajo el mando del teniente coronel Francisco Berra
resistió durante toda la mañana del 22 de septiembre de 1846,frente al ataque de más de mil soldados estadounidenses.

Forzado a auxiliar a sus tropas atrapadas en un combate urbano, el general Taylor envió la División de Voluntarios para apoyar el ataque, y más bajas se sumaron al conflicto. Al final del día, a pesar de que los voluntarios de Misisipi y Tenneessee lograron tomar el fortín de la Tenería, resultó evidente que el ataque en el lado de oriente había sido un fracaso. El General Worth, que esa misma mañana había logrado bloquear exitosamente el camino a Saltillo en el extremo poniente con mínimas pérdidas, comentó en una carta privada al enterarse de los detalles: “La 1.ª División y los Voluntarios fueron llevados hacia la acción sin orden, dirección, apoyo o mando; fue, de hecho, un asesinato”. Por la noche, Taylor se retiró maltrecho con sus dos divisiones al campamento de El Nogalar, dejando solo un destacamento en el fortín que habían ocupado. Por desgracia el jefe del ejército mexicano, el general Pedro de Ampudia, no supo capitalizar para su beneficio aquel desgastante y sangriento combate sufrido por los estadounidenses.
Aunque Taylor nunca se expresó abiertamente sobre este hecho, después de la batalla entre los numerosos ascensos y promociones que se otorgaron a oficiales por su conducta en el combate, Garland no fue recomendado, lo cual sin duda representó una censura implícita. En el mal logrado ataque sobre Monterrey del 21 de septiembre de 1846, el general Zachary Taylor había experimentado sin duda uno de los peores días de su vida, y un total de pérdidas, entre heridos y muertos.

## Participación de civiles

### Josefa Zozaya
María Josefa Zozaya de Garza era una joven viuda que llegó a ocupar un rol célebre en la historiografía posterior de la batalla. Durante la fase de combate urbano se destacó por ayudar al abastecer a los desmoralizados soldados con munición, pólvora y alimento, lo que representaba un trabajo muy riesgoso debido a la cercanía al combate.
Durante la batalla, la imagen de una joven mujer que actuaba con gran valentía ante el peligro logró subir la moral de los soldados sitiados. Estos actos de valentía la llevó a ser reconocida como una Heroína de Monterrey.
Durante el último recinto defensivo, una mujer de bello semblante empezó a recorrer las filas mexicanas de combatientes, entre los residuos de guerra y la sangre de los caídos. Ayudó en labores de alimentación a los guerrilleros, auxilándonos con pan y vino. 
Animó y municionó a las tropas, dentro de la cual se encuentra la célebre frase que inspiró a los beligerantes compatriotas:
"¡Fuego, muchachos! ¡Fuego, buena puntería! ¡a ellos! viva México!... ¡allá voy! un momento... ¡allá voy! ¡no desperdiciar un solo tiro... ¡Viva México! ¡Viva la patria! ¡Viva Monterrey!"
A pesar de que no fue la única mujer en tener una participación destacada en el cambo de batalla, al ser la única mujer mencionada en la obra Apuntes para la guerra entre México y Estados Unidos, publicada en 1848, contribuyó a su notoriedad, aunado al hecho de que pertenecía a una familia acomodada y distinguida, a diferencia de las combatientes anónimas que también participaron en la batalla
Zozaya se volvió un símbolo resistencia y de la defensa de la ciudad que tuvo un rol de extender la desesperada resistencia de los soldados mexicanos. Según el cronista Guillermo Prieto, Josefa Zozaya representaba "una personificación de patria misma" para los combatientes.

## Final

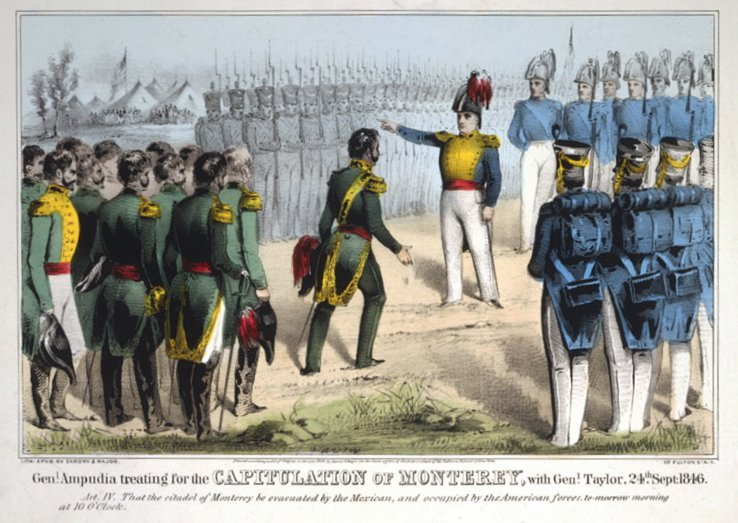
El General Pedro Ampudia pactando la capitulación de Monterrey con el General Zachary Taylor el 24 de septiembre de 1846

Tras tres días de cerco estadounidense, se llegó a un armisticio entre las dos fuerzas, dando una capitulación a la guarnición mexicana que salió de la plaza con toda su artillería, armas, trenes de víveres y municiones, a tambor batiente y con banderas desplegadas, saludadas por el ejército estadounidense con todos los honores de la ordenanza. La evacuación de la plaza se verificó el 25 de septiembre, tomando el rumbo del Saltillo. En la noche del 23, en un último esfuerzo de Estados Unidos para capturar las murallas de la ciudad, se encontraron con una feroz resistencia. La línea de los Estados Unidos, cercana a las grietas, inició un retiro un poco desorganizado. Al mismo tiempo, Zachary Taylor ordenó a su mortero que comenzara a bombardear indiscriminadamente. Este acto finalmente abrió una brecha en la parte posterior de la resistencia mexicana y, con las fuerzas estadounidenses en plena retirada, de manera inesperada Ampudia ordenó izar la bandera blanca de rendición. Después de este punto, muchos soldados estadounidenses actuaron de manera salvaje en la ciudad capturada, incluso contra la población civil de Monterrey, especialmente los voluntarios de Texas conocidos como Texas Rangers. Corrieron a saquear y quemar casas, violando mujeres y matando a familias enteras. Taylor admitió las atrocidades cometidas por sus hombres, pero no tomó ninguna medida para castigarlos.

## Consecuencias de la ocupación

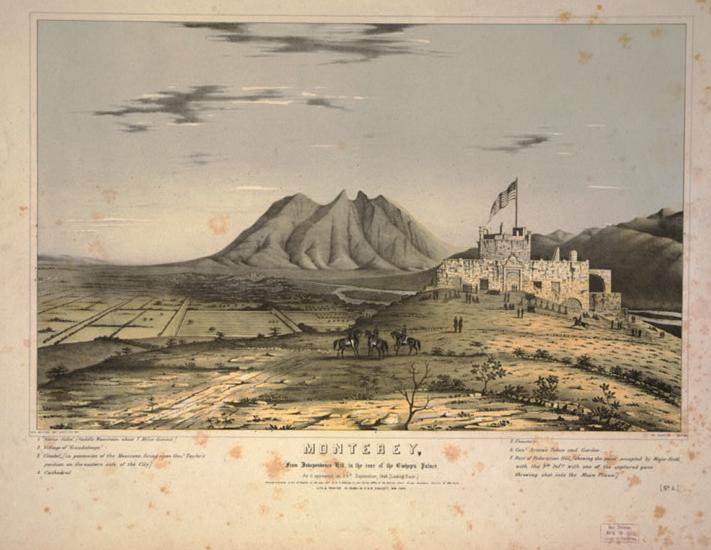
Litografía que muestra la bandera estadounidense ondeando en el Palacio del Obispado el 23 de septiembre de 1846

Después de la ocupación, el ejército estadounidense cometió crímenes de guerra en la ciudad, que en muchos casos no fueron reportados, o que se mantuvieron ocultos por las autoridades locales por temor a represalias. Entre los disturbios más recordados se cuenta el reportado por el Houston Telegraph and Register el 4 de enero de 1847, cuando voluntarios de Texas culparon a los mexicanos de asesinar a varios de sus compañeros en Monterrey. En consecuencia, los estadounidenses comenzaron a disparar a todos los civiles que encontraban. El diario, citando a fuentes del ejército, informó que mataron a más de cincuenta civiles de Monterrey. Similares actos de violencia se registraron en otras villas tomadas, como Marín, Apodaca y otras entre el Río Bravo y Monterrey. En la mayoría de los casos perpetrados por los Texas Rangers. Antes y después de la ocupación estadounidense, una gran cantidad de civiles abandonaron la ciudad. En respuesta a la ocupación se presentó el surgimiento de grupos de guerrilla locales, como los liderados por Antonio Canales Rosillo y José Urrea, este último ampliamente repudiado por los texanos debido a su participación en las campañas de la guerra de Texas diez años atrás. El ejército invasor mantuvo ocupada la ciudad hasta su retirada el 18 de junio de 1848.